# Ivan Fiamin
Ivan Fiamin (Volosko, 1833. – 1890.), hrvatski katolički svećenik, književnik, prevoditelj

## Životopis
Rodio se u Voloskom. Predavao na bogosloviji u Senju od 1857. do 1862. godine katehetiku, metodiku i pedagogiku. Obnašao dužnost župnika u Rijeci. Branio prava hrvatskog naroda i zauzimao se za očuvanje staroslavenske službe Božje.
Dobio Nagradu iz zaklade Ivana N. grofa Draškovića 1878. godine, za prijevod knjige Françoisa Fénelona, Zgode Telemaka.